# Doritte Nippers
Doritte (Dorothea) Nippers, död 1571, var en dansk hökare. 
Nippers var en framgångsrik hökare i Helsingör. Hon var änka med en dotter. 
1551 anklagades hon för att inte ha betalt skatt, vilket innebar att hon skulle fråntas sin arbetslicens, men hon försvarade sig och vann målet. Hon anklagades också för att ha köpt upp böndernas varor innan de hann sälja dem på torget, något som dock inte var ovanligt. Hon benämns i rättsprotokollen som ledare för kvinnor som drev affärer, en grupp som kallades: “Doritte og hendes anhang”. Hon var i konflikt med konkurrenterna Per Boesen och Bent Hallandsfarer, som hon ska ha hotat med Guds dom om de fortsatte motarbeta hennes affärsmetoder. Under denna tid skärptes begränsningarna i lag mot kvinnor som gjorde affärer eftersom de inte hade status som familjeförsörjare - bl.a. förbjöds de att bedriva handel mellan städerna Helsingør och Helsingborg - och hennes välkända affärskonflikter kan ses mot denna bakgrund. 
1571 anklagades hon igen för olagliga handelsmetoder, nu kombinerat med en anklagelse för trolldom: hon sades vara en häxkollega till "häxan" och hökarkollegan Karine Lass Munchs. Hon nekade till trolldom. Hon nekade dock även till att ha varit inblandad i rättsprocessen 1551, vilket gjorde att hon förutsatts ljuga även i trolldomssaken. Hon dömdes därför skyldig och avrättades genom att brännas på bål i slutet av år 1571.   
Lass Munchs frikänd, då hon stöddes av sin familj. 